# François Prévôt
François Prévôt, auch François de Montfaucon (* vor 1323; † 28. September 1354), war von 1347 bis 1354 Bischof von Lausanne.

## Leben
François Prévôt stammte vermutlich aus dem Bugey. Dort hatte er Pfründen inne wie die Pfarrkirchen von Arbignieu und Pézieu. Er wurde erstmals 1323 erwähnt, als er die Anwartschaft  auf ein Kanonikat in Lausanne erhielt. Er war Dekan von Maurienne, Offizial von Belley sowie Ratgeber von Graf Aymon von Savoyen. Auf Empfehlung Ludwigs II., Herr der Waadt wurde er 1343 Domherr in Chartres. Papst Clemens VI. ernannte ihn 1347 zum Bischof von Lausanne. 1350 schloss er einen Landfrieden mit dem Grafen von Savoyen, dem Herrn der Waadt, Bern und Freiburg. Kurz vor seinem Tod 1354 bemühte er sich um eine Versetzung nach Maurienne.